# Dogs for diabetics
Dogs for Diabetics, también conocido como Dogs4Diabetics, es una asociación estadounidense que forma perros de asistencia para identificar y actuar con personas afectadas por diabetes tipo 1.
Estos perros son capaces de identificar y actuar frente a los cambios sutiles de olor que produce la hipoglucemia en la química del cuerpo. La asociación forma principalmente perros de las razas Labrador Retrievers, Golden Retrievers y cruces de ambas.
La asociación Dogs For Diabetics, Inc., comienza en el año 2000, cuando su fundador investiga la posibilidad del entrenamiento canino para detectar cambios glucémicos y alertar al diabético para evitar episodios de hipoglucemia. En octubre de 2003, se consigue formar a un perro de nombre Armstrong obtenido de la asociación Guide Dogs for the Blind.